# 白石裕 (教育学者)
白石 裕（しらいし ゆたか、1939年 - ）は、日本の教育学者。
1963年、京都大学教育学部卒業。1966年、同大学院教育学研究科修士課程修了。1971年、京都大学教育学部助手。その後、大阪大学人間科学部助手、京都大学医療技術短期大学部助教授、京都大学教育学部助教授、同教育学研究科教授、早稲田大学教育・総合科学学術院特任教授を歴任。2008年、千里金蘭大学生活科学部児童学科教授。その後、畿央大学教育学部長・教授。
1995年、「アメリカ合衆国学校財政制度訴訟の法理に関する研究」で京都大学より博士（教育学）を取得。

## 著書
- 『教育機会の平等と財政保障 アメリカ学校財政制度訴訟の動向と法理』多賀出版 1996
- 『分権・生涯学習時代の教育財政 価値相対主義を越えた教育資源配分システム』京都大学学術出版会 2000
- 『教育の質の平等を求めて　アメリカ・アディクアシー学校財政制度訴訟の動向と法理』協同出版 2014年

### 共編著
- 『新・教職教養シリーズ 第10巻　教育経営』編 協同出版 1993
- 『地方政府における教育政策形成・実施過程の総合的研究』編著 多賀出版 1995
- 『必携学校小六法 2006年度版』杉原誠四郎,葉養正明,結城忠,若井彌一共編 協同出版 2005
- 『学校管理職に求められる力量とは何か 大学院における養成・研修の実態と課題』編著 学文社 早稲田教育叢書 2009

### 翻訳
- J.E.クーンズ, S.D.シュガーマン『学校の選択』監訳 玉川大学出版部 1998

## 注
1. ↑  『教育の質の平等を求めて』著者紹介
2. ↑  “アメリカ合衆国学校財政制度訴訟の法理に関する研究 白石裕”.   国立国会図書館. 2015年4月24日閲覧。